# عزيز شافرشيان
كان عَزِيز سِرجِيِفِيتش شافِرشِيَان (بالروسية: Ази́з Серге́евич Шавершя́н؛ 24 مارس 1989 – 5 أغسطس 2011 م)، والمعروف على نطاق أوسع تحت لقبه زِيز، لاعبَ كمالِ أجسامٍ، ومدرِّبًا شخصيًّا، وعارضًا أُستراليًّا رُوسِيَّ المَولدِ. ذاع صيتُه واشتُهر بعد أن نشر بضعة مقاطع فيديو شخصية له على موقع يوتيوب، بدءًا من عام 2007 م.
في شهر يوليو من عام 2011 م، حاز عزيز على اهتمام من وسائل الإعلام عندما نشرت صحيفة سيدني مورنينغ هيرالد مقالةً تتحدث فيها عن اعتقال أخي عزيز الأكبر سَعيد، للعثور في حوزته على منشطات ابتنائية. في يوم 5 من شهر أغسطس لعام 2011 م، أُصيب عزيز بنوبة قلبية وتُوُفِّيَ عن عمر يُناهز 22 سنة.

## سيرته
كان شافرشيانُ كُردِيَّ العِرق، ووُلد في موسكو أصغرَ ابنَيْ سرجي شافرشيان ومايان إبويان. كان لعزيز أخ أكبر يُدعى سعيدًا. في عام 1993 م، انتقلت عائلة شافرشيان إلى أستراليا. رُبِّيَ عزيزٌ كاثوليكيًّا، وصار في وقتٍ لاحقٍ مُلحدًا.
قُبَيلَ صَيرورتِه لاعب كمال أجسام، وُصِف عزيز بكونه "فتًى نحيلًا". فور انتهائه من المدرسة الثانوية، التحق عزيز بنادٍ رياضيٍّ وبدأ بتعلم طرق الغذاء الصحيحة والتمرن، مقرِّرًا أن يُصبحَ لاعب كمال أجسام؛ فكان يُمضي ما بين ثلاث وأربع ساعاتٍ في النادي.